# Stephen Vizinczey

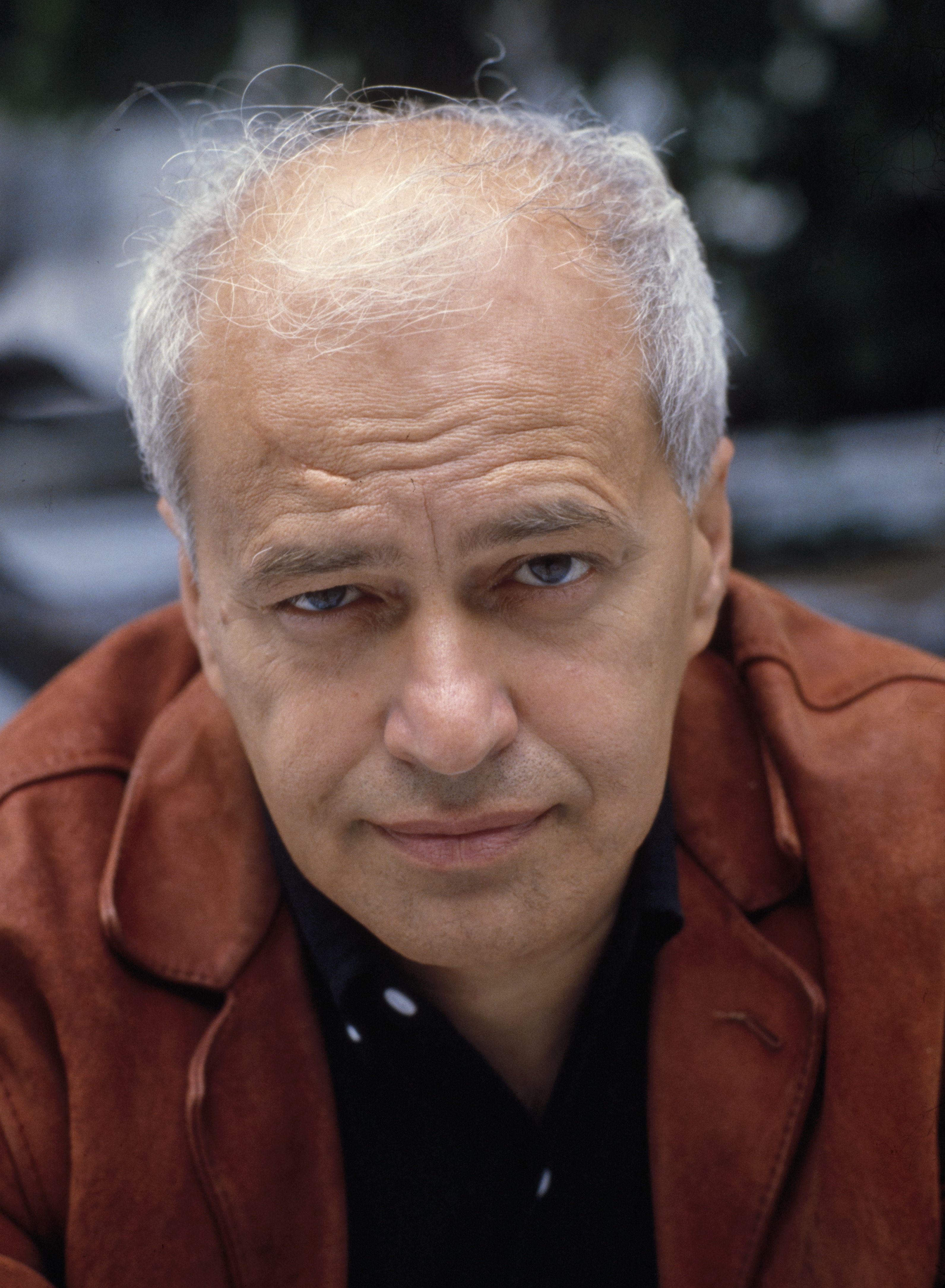
Stephen Vizinczey

Stephen Vizinczey (geboren als István Vizinczey 12. Mai 1933 in Káloz, Komitat Fejér; gestorben 18. August 2021 in London) war ein ungarisch-britisch-kanadischer Schriftsteller.

## Leben
István Vizinczey war ein Sohn des Lehrers István Vizinczey und der Erzsébet Mohos. Sein Vater wurde von Nationalsozialisten ermordet. Seine ersten Schreibversuche waren drei Theaterstücke, die unter die Zensur des kommunistischen Regimes fielen. Im Frühjahr 1956 graduierte er an der Akademie für Schauspiel und Film Budapest. Nach dem Scheitern des Ungarischen Volksaufstands floh er 1956 nach Montreal und eignete sich die englische Sprache an.
Er war Drehbuchautor beim National Film Board of Canada, gründete und leitete danach die kurzlebige Zeitschrift Exchange und wurde Mitarbeiter von CBS/Radio Canada. Seinen „Bildungsroman“ In Praise of Older Women kaufte er vom Verleger zurück und gab ihn selbst heraus. Das Buch wurde in Kanada ein Bestseller, wurde mehrfach übersetzt und zweimal verfilmt. Der Autor lebte ab 1966 in London und schrieb unter anderem für The Times und The Sunday Telegraph. Er veröffentlichte zwei Essay-Sammlungen, 1985 erschien sein zweiter Roman. 1995 übersetzte er den Roman Be Faithful Unto Death seines Landsmanns Zsigmond Móricz.

## Werke (Auswahl)
- In Praise of Older Women. Atlantic Monthly, Trident Press 1966; wieder Hamilton, 1985
  - Frauen zum Pflücken. 1967
  - Lob der erfahrenen Frauen. Übersetzung Hans Hermann. Klett-Cotta, 1988; wieder Fischer TB, 1992
  - Wie ich lernte, die Frauen zu lieben. Übersetzung Carina von Enzenberg. SchirmerGraf, 2004
- An Innocent Millionaire. McClelland & Stewart, 1983
  - Der unschuldige Millionär. Übersetzung Michael Felsen. Klett-Cotta, 1987; wieder Fischer TB, 1991
- The Rules of Chaos.
- Truth and Lies in Literature. Hamish Hamilton, 1986
  - Die zehn Gebote eines Schriftstellers. Essays. Übersetzung Melanie Walz, Bernhard Robben. SchirmerGraf, 2004
- Wishes, 2001
- The Man with the Magic Touch. 2014
- If Only. Surrey The Happy Few, 2016, ISBN 978-0-9935837-1-1
- 3 Wishes. The Happy Few Ltd, 2020